# Michaela Stejskalová
Michaela Zrůstová mariée sous le nom de Michaela Stejskalová  née le 4 avril 1987 à Tábor, en Tchécoslovaquie, est une joueuse tchèque de basket-ball. Elle évolue au poste d'arrière.

## Palmarès
- Championne de République tchèque 2013[3], 2014[4].